# Arará (religia)
La Regla de Arará, inne nazwy:  Rada (Haiti, Trynidad) i Arrada (Carriacou) – religia afroamerykańska z Kuby i Antyli. 

## Pochodzenie
Słowo „arará” pochodzi od nazwy miasta w Beninie: Allada. Również z tego regionu pochodzili niewolnicy, głównie narodowości Fon, Ewe, Popo i Mahi, którzy w XVI-XIX wieku zostali wywiezieni na Kubę. Do dziś wśród wyznawców arará istnieją podziały według pochodzenia etnicznego: Arará Dajomé (Dahomej), Arará Sabalú (miasto Savalu, północny Benin) i Arará Magino (Mahi). Następna fala migracji niewolników z Haiti nastąpiła pod koniec XVIII wieku, po wybuchu powstania na tej wyspie. Haitańczycy przynieśli swoją muzykę tumba francesca i ceremonialne bębny. W XIX w. zaznaczył się silny wpływ spirytyzmu. Emigranci z Kuby przenieśli religię na sąsiednie wyspy Antyli. Na Kubie arará ulega stopniowej asymilacji do santerii i zanika. 

## Doktryna i rytuały
Arará zbliżona jest do doktryny santerii i voodoo; różnice dotyczą nazw i funkcji bóstw oraz muzyki i rytuału. Ważną funkcję pełni pośrednictwo duchów zmarłych (na wzór spirytyzmu), które „opanowują” wiernych podczas „rytuałów opętania”. Częścią kultu jest charakterystyczna, rytmiczna muzyka (również zwana arará), wykonywana na perkusji i bębnach; pomaga wprowadzić się w trans.